# Pienza
Pienza, je grad i općina u dolini Val d'Orcia u pokrajini Siena (regija Toskana, središnja Italija); smještena je između gradova Montepulciano i Montalcino, te prepoznata kao "vrhunac renesansnog urbanizma" Župe Pienze su: Cosona, La Foce, Monticchiello, Palazzo Massaini, Spadaletto
Godine 1996., UNESCO je objavio kako je grad svjetska baština, a 2004. to je postala i cijela dolina Val d'Orcia, kao rijedak primjer kultiviranog pejzaža u svijetu.

## Povijest
Pienza je nastala obnovom sela Corsignano u kojemu se 1405. godine rodio Enea Silvio Piccolomini (latinski: Aeneas Silvius Piccolomini), renesansni humanist, pripadnik Sienske obitelji u izgnanstvu, kasnije poznatiji kao papa Pio II.  Odmah nakon što je postao papom, Piccolomini je obnovio selo kao idealni renesansni grad s namjerom da mu bude odmaralište od užurbanog Rima. Grad predstavlja prvu primjenu koncepta humanističkog urbanističkog planiranja koji će se primijeniti u izgradnji brojnih drugih talijanskih gradova, a kasnije i širom Europe. 
Obnovu je izveo firentinski arhitekt Bernardo Gambarelli (poznatiji kao Bernardo Rossellino) koji je najvjerojatnije surađivao s arhitektom L. B. Albertijem, iako za to ne postoje pisani dokazi. Alberti je u to vrijeme bio u službi papinskog dvora (Curia) i bio je savjetnik Pija II. Izgradnja je započela 1459. godine, a papa Pio II. je posvetio katedralu 29. kolovoza 1462. godine, tijekom svog ljetnjeg posjeta. Taj posjet je detaljno opisao u svom djelu Komentari (Commentaries), koje je napisao tijekom posljednje dvije godine svog života.

## Znamenitosti
Trapezoidni trg (piazza) čine četiri građevine: Palača Piccolomini (Palazzo Piccolomini), katedrala (Duomo), palača Borgia (Palazzo Borgia) i općinska palača (Palazzo Comunale). 

### Palača Piccolomini
Papina glavna rezidencija, Palazzo Piccolomini, se nalazi na zapadnoj strani trga. Ima tri kata podijeljena pilastrima i tablama s prozorima u svakom odijeljku, tako da podsjeća na Albertijvu Palazzo Rucellai u Firenci i dr. slične kasnije građevine. Najznamenitiji dio palače je unutarnje otvoreno dvorište (atrij), dok se sa zadnje strane zgrada otvara terasama (loggia) na sva tri kata koje gledaju na zatvoreni talijanski vrt (Giardino all'Italiana) i veličanstveni pejzaž Val d'Orcije.

### Katedrala
Katedrala (Duomo) koja ima jednu od najranijih renesansnih fasada dominira središtem trga. Iako je trostruka podijela fasade tradicionalna, uporaba pilastara i stupova na visokim bazama (dado) i povezanih lukovima je bila novina. Unutra[njost pak ima njemačkog utjecaja jer prati plan tzv. Hallenkirche, tj. "trobrodni" tlocrt gdje su bočni brodovi gotovo jednake visine kao glavni. Pio je, prije no što je postao papa, nekoliko godina služio u Austriji i u svojoj knjizi je hvalio svjetlosne efekte u njemačkim dvoranskim crkvama. On ih je opisao riječima: "Kako se uđe kroz središnja vrata cijela crkva s oltarom i kapela biva vidljiva u svoj svojoj jasnoći i sjaju svjetla. Od tri prolaza (broda), središnji je najširi, a sva tri su jednake visine." Od umjetničkih djela u katedrali tu je pet oltarnih slika sienske škole, a krstionica, posvećena sv. Ivanu Krstitelju, nalazi se uz crkvenu apsidu.

### Palača Borgia
Pio je potaknuo svoje kardinale da izgrade palaču na trgu kako bi ga zatvorili i upotpunili grad. Palazzo Borgia, na trećoj strani trga, je izgrađena kao rezidencija biskupa koji bi putovali papi u Pienzu. Danas je u njemu Muzej dijeceze i katedralni muzej. U njihovoj kolekciji se nalaze lokalni tekstilni proizvodi, ali i brojni vjerski predmeti. Od slika tu je slika Krist na križu (La Croce) iz 7. st., slike P. Lorenzattija (Djevica s Djetetom) i B. di Fredija (Madonna della Misericordia) iz 14. st., te brojna djela iz 15. st. od kojih se ističe Gospa L. Signorellija.

### Općinska palača
Preko puta katedrale nalazi se gradska vijećnica ili općinska palača (Palazzo Comunale). Kada je Corsigniano službeno postao gradom, javila se formalna potreba za izgradnjom gradske vijećnice, premda stvarne potrebe za to malo mjesto nije bilo. Palača, koju je također najvjerojatnije dizajnirao Rossellino, ima ložu u prizemlju iznad koje je soba vijećnice, a treći kat je dodan 1599. godine. Ona također ima zvonik od opeke, koji je niži od onih sakralnih kako bi simbolizirao premoć Crkve. Travertinski bunar na trgu ima grb obitelji Piccolomini, i često je kopiran u Toskani sljedećih stoljeća. 
- Palača Picolomini
- Atrij palače Piccolomini
- Palača Borgia
- Općinska palača
- Crkva sv. Vita samostana Pieve od Corsignana, Modesto, okolica Pienze.

### Ostale građevine
Pedesetak metara zapadno od glavnog trga nalazi se crkva sv. Franje (San Francesco) s raščlanjenom fasadom i gotičkim portalom. Ona je jedna od rijetkih građevina koje su ostale od sela Corsignanao,izgrađena preko starije crkve iz 8. stoljeća. Unutra se nalaze zidne freske s prikazom života sv. Franje, koje su naslikali Cristofano di Bindoccio i Meo di Pero iz Siene u 14. stoljeću.
Ostale znamenite građevine u Pienzi su: palača Ammannati, palača Gonzaga Palace i palača kardinala Atrebatensea (Jean Jouffroy), sve tri iz 15. stoljeća. 
Pieve od Corsignana, u okolici Pienze, je jedan od najvažnijih romaničkih spomenika. U njemu se nalazi samostan Sv. Ane  (Sant'Anna della Camprena) koji je osnovao Bernardo Tolomei1320. – 1334. godine za benediktinke monahe. Obnavljan je nekoliko puta krajem 15. i početkom 16. stoljeća, i kasnije. U njegovom refektoriju se nalaze freske slikara il Sodoma (1502. – 1503.)., a slavan je kao mjesto gdje je smještena radnja filma "Engleski pacijent".
Župa (frazione) Monticchiello ima brojne monaške špilje (Romitorio) isklesane u živoj stijeni u okolici samostana sv. Leonarda i sv. Kristofora (Santi Leonardo e Cristoforo), obnovljenog u 13. st. u gotičkom stilu. U njemu se nalaze freske sijenske škole iz 14. st., ciborij u obliku malog gotičkog portala i oltar s raspelom iz 15. stoljeća. U crkvi San Pietro in Campo se nalaze ostaci negdašnje opatije.